# Aneurus avenius

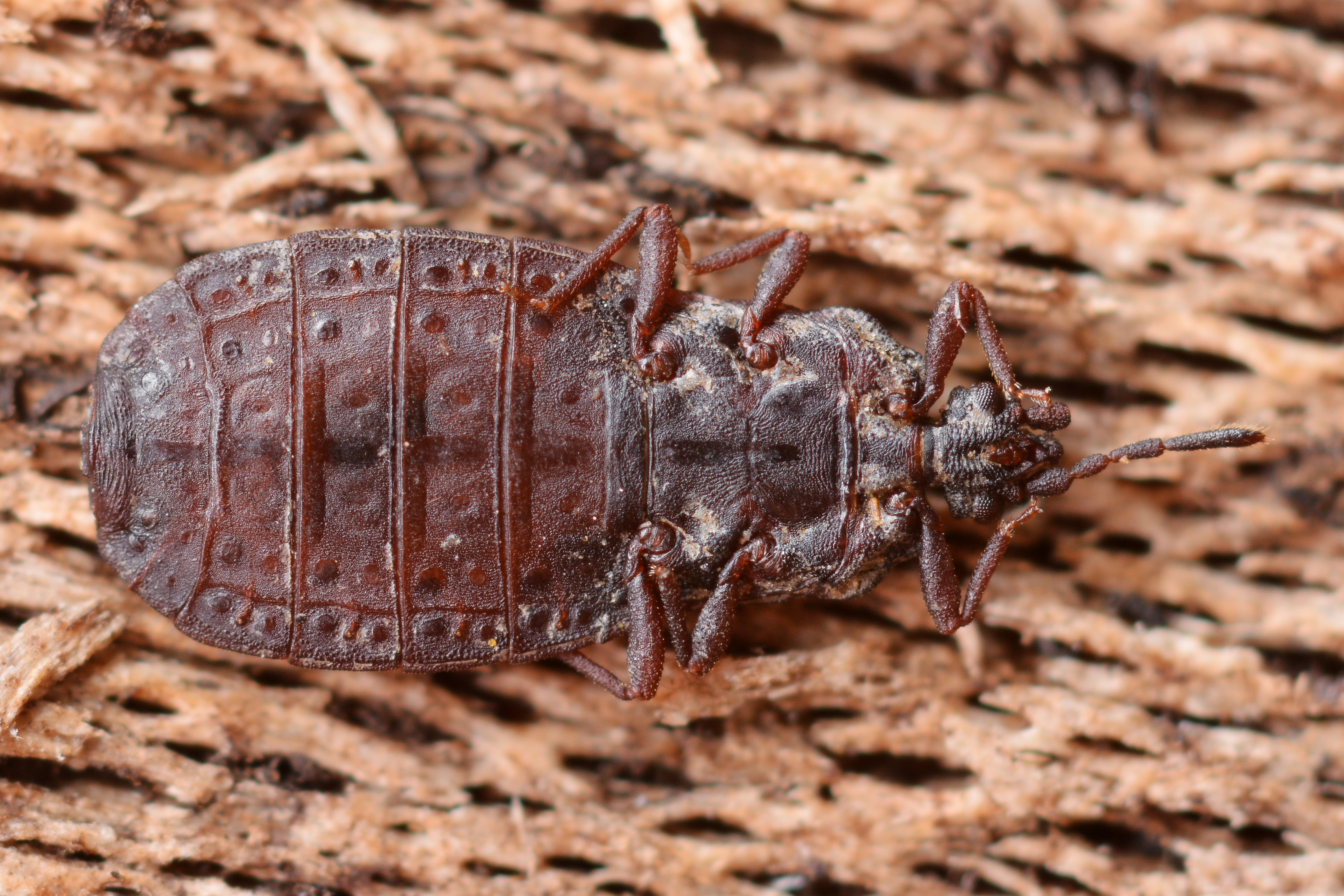
Ventralseite

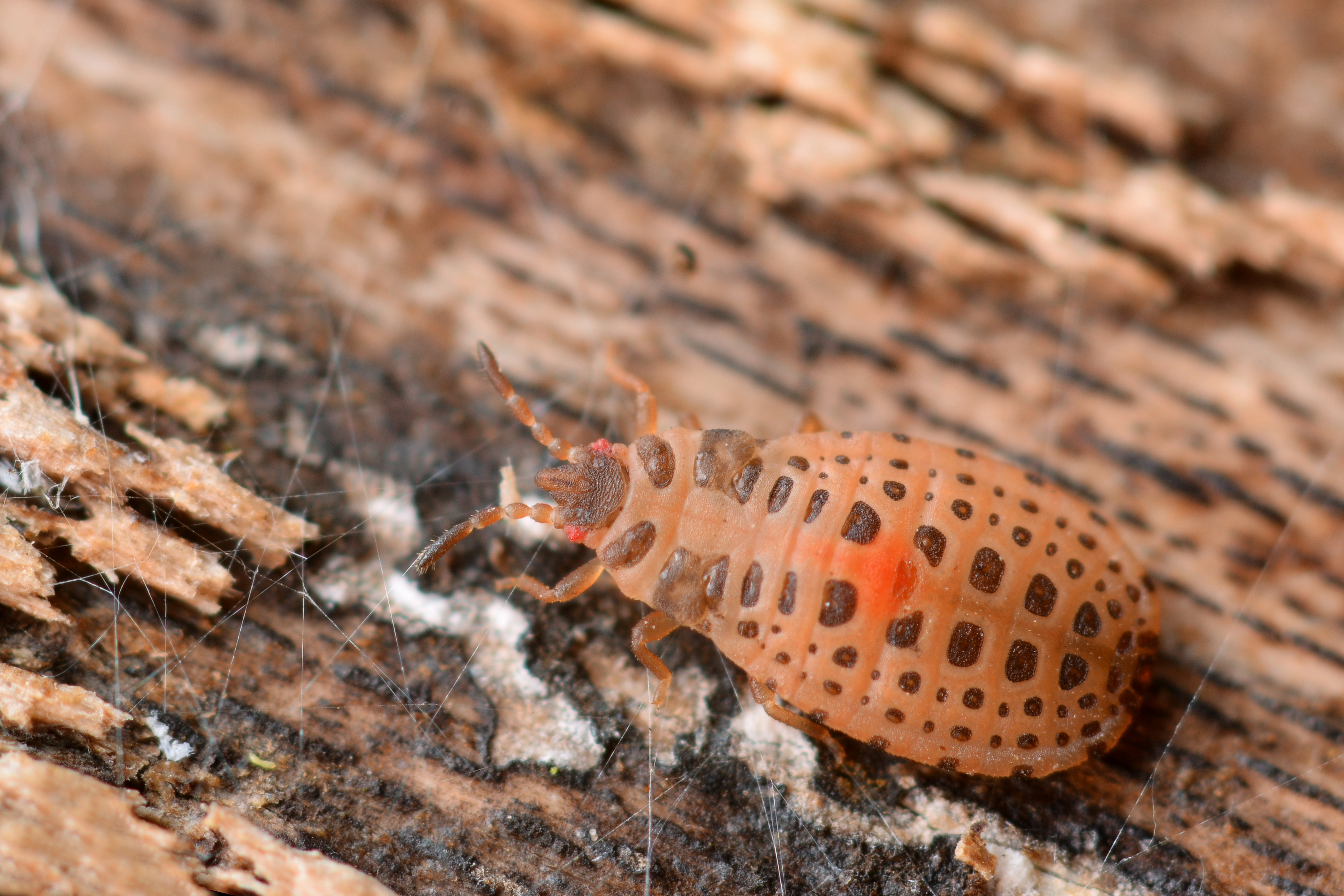
Nymphe

Aneurus avenius ist eine Wanzenart aus der Familie der Rindenwanzen (Aradidae).

## Merkmale
Die Wanzen werden 4,4 bis 5,1 Millimeter lang. Sie unterscheiden sich von der ähnlichen Aneurus laevis durch die Lage der Stigmen am Hinterleib, die auf der Bauchseite und nicht um den Seitenrand liegen.

## Vorkommen und Lebensraum
Die Art ist in fast ganz Europa, außer im Süden nachgewiesen. Im Osten erstreckt sich das Verbreitungsgebiet bis nach Sibirien und über Kleinasien in den Kaukasus. In Mitteleuropa kommt die Art überall vor und ist stellenweise häufig. In den Alpen findet man sie bis in 800 Meter Seehöhe. In Mitteleuropa findet man die Art vor allem von März bis Mai und dann wieder im Spätherbst. Man kann jedoch das ganze Jahr über alle Entwicklungsstadien nebeneinander beobachten.

## Lebensweise
Die Tiere leben unter Rinde verschiedener abgestorbener Laubbaumarten mit Pilzbefall, wie z. B. Haseln (Corylis), Eichen (Quercus), Weiden (Salix), Pappeln (Populus), Linden (Tilia), Buchen (Fagus), Hainbuchen (Carpinus), Birken (Betula), Erlen (Alnus), Äpfel (Malus), aber auch an Sträuchern wie Liguster (Ligustrum), Holunder (Sambucus), Spindelsträucher (Euonymus) und Schneeball (Viburnum). Nur selten findet man sie an Nadelhölzern.